# José Muniz Ramos
José Muniz Ramos (Araripina, 22 de setembro de 1939) é um advogado e político brasileiro, que exerceu a função de governador de Pernambuco entre 1982 e 1983. Antes disso, atuou na Assembleia Legislativa de Pernambuco (ALEPE), onde ocupou o cargo de presidente. Durante sua gestão como governador, concentrou-se na continuidade administrativa e em iniciativas voltadas para infraestrutura e desenvolvimento econômico do estado.

## Biografia

### Início de vida e educação
José Muniz Ramos nasceu em 22 de setembro de 1939, em Araripina, no Sertão de Pernambuco. Seu pai, Manoel Ramos de Barros, foi prefeito de Araripina em três mandatos. Seus tios, Sebastião Muniz Falcão e Djalma Falcão, ocuparam cargos políticos em Alagoas, incluindo governador, deputado federal e senador.

#### Formação
Formou-se em Direito pela Universidade Federal de Pernambuco (UFPE), onde participou da política estudantil. Sua atuação acadêmica e contato com figuras influentes da política pernambucana contribuíram para sua futura carreira no serviço público.
Bacharel em ciências jurídicas e sociais pela Faculdade de Direito da Universidade Federal de Alagoas, entre 1967 3 1968, José Ramos chefiou a assessoria jurídica do Complexo Industrial Clementino Coelho, em Petrolina.

#### Passagem pelo BANDEPE
Também presidio a Bandepe de 1985 a 1986, José Ramos assumiu a Presidência do Banco de Desenvolvimento de Pernambuco,. Teve que renunciar para ser vice na chapa de José Múcio Monteiro, candidato a governador em 1986. Embora contando com o apoio de 120 dos 167 prefeitos e de políticos da expressão de Marco Maciel, que então ocupava o cargo de ministro-chefe do Gabinete Civil da Presidência da República, José Múcio foi derrotado pelo candidato do Partido do Movimento Democrático Brasileiro (PMDB), o ex-governador e deputado federal Miguel Arraes.

### Vida pessoal
Sua esposa, Maria do Socorro Nogueira Santos, nascida em 13 de julho de 1952 em Petrolina, Pernambuco, destacou-se na década de 1970 ao ser eleita Miss Petrolina, evidenciando sua beleza e carisma. Em 1971, participou do concurso Miss Pernambuco, alcançando a posição de semifinalista. Durante esse período, conheceu José Muniz Ramos, então deputado estadual e futuro governador de Pernambuco, com quem se casou posteriormente.
Maria do Socorro Nogueira Muniz Ramos e José Muniz Ramos tiveram três filhos: Brenno Nogueira Muniz Ramos (ex-secretário de agricultura de Araripina), Danielle Nogueira Muniz Ramos de Queiroz e João Paulo Nogueira Muniz Ramos.

## Carreira política
José Muniz Ramos iniciou sua trajetória política como deputado estadual de Pernambuco, exercendo três mandatos na Assembleia Legislativa de Pernambuco. Sua atuação parlamentar foi marcada pela defesa de pautas ligadas ao desenvolvimento regional e pela busca de melhorias na infraestrutura do estado. Com o reconhecimento de seus pares, foi eleito presidente da ALEPE, cargo que ocupava quando assumiu interinamente o governo de Pernambuco.

## Governo de Pernambuco (1982–1983)

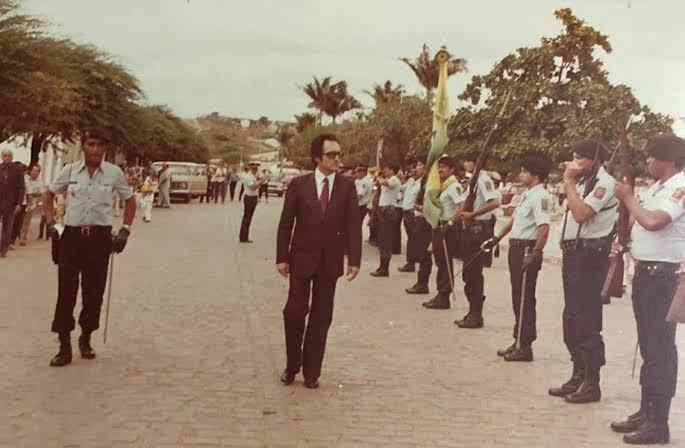
Ex-governador do Pernambuco Dr. José Muniz Ramos

José Muniz Ramos assumiu o governo de Pernambuco em 1982, após o então governador Marco Maciel se afastar do cargo para disputar uma vaga no Senado Federal. Como presidente da Assembleia Legislativa de Pernambuco, Ramos tomou posse e permaneceu no cargo por cerca de um ano, concluindo o mandato de Maciel.
Em seu discurso de posse, enfatizou a continuidade administrativa e destacou a relevância dos aspectos históricos e culturais do estado:
"Entendo a missão de governar Pernambuco como um sacerdócio. Vejo o exemplo de civismo e pernambucanidade que o governador Marco Maciel nos deixa."
Também ressaltou a importância da identidade pernambucana:
"A alma pernambucana como semente e como fruto. Semente de brasilidade lançada nos Montes Guararapes, pelos nossos antepassados. Fruto da pernambucanidade, presente em cada manifestação do nosso povo."
Durante sua gestão, deu continuidade aos projetos iniciados pelo governo anterior, mantendo as diretrizes estabelecidas por Maciel. Entre suas ações, destaca-se a assinatura do Decreto nº 8.447, de 2 de março de 1983, que regulamentou as Normas de Uso do Solo, Uso dos Serviços e Preservação Ecológica do Complexo Industrial Portuário de Suape, contribuindo para o desenvolvimento econômico e logístico da região. Além disso, sua gestão buscou manter o equilíbrio financeiro do estado, promovendo incentivos fiscais e modernizando a administração tributária, o que resultou em um aumento significativo da arrecadação e fortalecimento da economia pernambucana.

## Legado e pós governo
Após deixar o governo, José Muniz Ramos continuou sua atuação no meio político e jurídico, participando de debates sobre políticas públicas em Pernambuco. Seu período como governador foi marcado pela transição administrativa e medidas voltadas à infraestrutura do estado, especialmente no Complexo Industrial Portuário de Suape. Além disso, seguiu atuando no setor jurídico e em consultorias administrativas.
Em reconhecimento à sua trajetória política e administrativa, foi agraciado pelo Tribunal de Contas do Estado de Pernambuco com a Medalha do Mérito Nilo Coelho, por meio da Resolução TC nº 15/99, publicada em 11 de agosto de 1999.

## Desempenho eleitoral
| Ano  | Eleição                 | Partido | Cargo disputado          | Votos  | %        | Resultado | Notas |
| ---- | ----------------------- | ------- | ------------------------ | ------ | -------- | --------- | --- |
| 1970 | Estaduais em Pernambuco | ARENA   | Deputado Estadual        | 10.543 | 2,19     | Eleito    | Eleito para seu primeiro mandato com cerca de 10 mil votos.                                                                                                   |
| 1972 | Estaduais em Pernambuco | PDS     | Deputado Estadual        | 15.330 | 2,33     | Reeleito  | Reeleito para um segundo mandato. |
| 1978 | Estaduais em Pernambuco | UDN     | Deputado Estadual        | 21.232 | 1,77     | Reeleito  | Reeleito para um terceiro mandato. |
| 1982 | Estaduais em Pernambuco | PFL     | Governador de Pernambuco | —      | —        | Eleito    | Então presidente da ALEPE, quando Marco Maciel renuncia para disputar o Senado Federal, sendo eleito, Roberto Magalhães também renuncia e Muniz Ramos assume! |
| 1990 | Estaduais em Pernambuco | PFL     | Deputado Estadual        | 12.255 | 0,778510 | Suplente  | Exerceu o mandato de abril de 1991 a junho de 1992, período em que ocupou a liderança do governo Joaquim Francisco (1991-1995).                               |